# Порта-Леони
Порта Леони (итал. Porta Leoni — «львиные ворота») — античные римские ворота в городе Верона (Италия). Оригинальное название ворот неизвестно, в Средние века их называли Порта Сан-Фермо, а своё современное название они получили от скульптур львов, украшающих тимпан расположенной рядом гробницы.
От Порта Леони дорога вела внутрь города к форуму, а сами ворота были заставой на пути из Болоньи и Аквилеи. Рядом с воротами раскопано основание круглой оборонной башни из кирпичной кладки, остатки мостовой и гидравлической системы.
На верхнем ярусе ворот, по мнению археологов, располагались скульптурные группы. Сами Порта Леони примыкают к кирпичной стене, являющейся фрагментом более древних ворот, возведённых в I веке до н. э.